# Eva Maria Mudrich
Eva Maria Mudrich, írói álneve: Maren Offenburg (Berlin, 1927. július 13. – Saarbrücken, 2006. december 9.) német tudományos-fantasztikus írónő.

## Élete
A második világháború végén gyakornokként kezdett dolgozni egy berlini napilapnál, itt ismerte meg Heinz Mudrichot (1925-2016), akihez később feleségül ment. 1950-ben szabadúszóként dolgozott különböző rádióállomásokon, iskolai, gyermekek- és ifjúsági, valamint "női témákra" koncentrálva. 1959-ben házasodott össze férjével, 1960-ban született meg fiuk, Christoph Mudrich jazz-zongorista (1960-2019). Eközben férje elfogadta a Saarbrücker Zeitung művészeti szerkesztői posztját, ami azzal járt, hogy a család elhagyta Berlint s Saarbrückenbn telepedett le, ahol Eva Maria Mudrich Berlinben szerzett rádiós népszerűsége keveset számított. 
Még Berlinben, az 1950-es években Maren Offenburg álnéven számos könnyed szerelmes regényt írt, amelyeket a Boje Verlag jelentetett meg. Ezek célközönsége a serdülő lányok és a fiatal nők voltak, ismertebbek az Eine Mücke im Eden (1955), a Du bis nicht allein (1956) és a Susanne über den Wolken (1955). 1970-ben, fia tizedik születésnapján rádiójátékokat kezdett írni. Első elkészült munkája, a Das Experiment 1970 és 1972 közt négy rádiós produkció alapját képezte (ezek közül egyet végül nem sugároztak), a munkának néhány évvel később nyomtatott változata is megjelent. 1972-ben a kölni székhelyű Westdeutscher Rundfunk versenyt szervezett tudományos-fantasztikus rádiójátékok számára, Das Glück von Ferida című darabjával Mudrich az első négy helyezett közt volt. A rádiójátékot 1973. május 31.-én sugározták. Ezután további húsz rádiójáték elkészítésére kapott megbízást. Sok egyéb tudományos-fantasztikus témájú rádiójátékot is írt, főleg Horst Krautkrämer, a heidelbergi Süddeutscher Rundfunk szerkesztője részére. Sok bűnügyi tárgyú darabot is alkotott, ezeket leginkább a Westdeutscher Rundfunk közvetítette. Több, mint száz rövid rádiójáték is fűződik nevéhez, ezek többsége a Deutsche Welle számára íródott, s közülük sok korábbi munkáinak rövidebb változata volt. 1993-ban a legjobb rádiójáték kategóriában Kurd-Laßwitz-díjat kapott Sommernachtstraummal című alkotása.
Eva Maria Mudrich az irodalmi igényű sci-fi egyik úttörőjének tekinthető, úgy a társadalmi-politikai témák alkalmazása, mint az munkáiba beépített metafizikai és idealista utalások miatt. Munkásságát sokan egyenrangúnak tartják Wolfgang Jeschke, Herbert W. Franke, Hermann Ebeling és Richard Hey munkásságával. Magyar nyelven egyetlen novellája jelent meg a Galaktika 38. számában 1980-ban A kísérlet címen.

## Fordítás
- Ez a szócikk részben vagy egészben  az   Eva Maria Mudrich című angol Wikipédia-szócikk ezen változatának fordításán alapul.  Az eredeti cikk szerkesztőit annak laptörténete sorolja fel. Ez a jelzés csupán a megfogalmazás eredetét és a szerzői jogokat jelzi, nem szolgál a cikkben szereplő információk forrásmegjelöléseként.